# Marais d'Usangu
Pour l’article homonyme, voir Usangu.
Localisation
Les marais d'Usangu sont une zone marécageuse du sud-ouest de la Tanzanie, au sud-ouest du parc national de Ruaha et au nord des monts Kiperenge. La région, peu développée, est traversée en direction du nord-est par la rivière Ruaha, un affluent du fleuve Rufiji qui se jette dans l'océan Indien.

## Géographie
Les marais, d'une superficie de 4 400 km2 et logés dans une dépression plane, sont alimentés par les nombreux affluents qui grossissent le flot de la rivière Ruaha en aval de sa source. Ils sont alimentés en permanence par ces cours d'eau mais aussi par les précipitations qui peuvent inonder la majorité de la plaine (75 % soit 3 300 km2) à la saison des pluies. En majorité temporaires, ces marais comportent néanmoins une partie permanente appelée Utengule, mesurant 518 km2 et située dans les parties basse de la plaine.

## Faune et flore
Il y a peu d'information sur les espèces piscicoles du marais d'Usangu mais la rivière Ruaha étant riche en poissons, il est probable que les marais accueillent de nombreux individus à la saison des pluies. Il semblerait que la pêche représentait autrefois une activité importante dans le marais.
Le marais possède un fort potentiel agricole car si l'irrigation concernait 16,4 km2 des marais en 1977, c'est 2 100 km2 (48 %) de la plaine qui peuvent accueillir des cultures irriguées.

### Source
- (en) « FAO - Aménagement du bassin du Rufiji » (paragraphe « 3.1 Usangu Floodplain »)